# Iglesia de San Vicente Ferrer (Algimia de Alfara)
La iglesia de San Vicente Ferrer (en valenciano: Església de Sant Vicent Ferrer) es un templo católico situado en Algimia de Alfara (Valencia, España). Se construyó sobre una antigua mezquita reconvertida en iglesia que, hasta 1574 había sido aneja de la parroquia de Torres Torres. Sufrió grandes desperfectos durante la guerra civil (1936-1939), tras los que se reconstruyó respetando en gran medida su estilo tradicional.

## Estructura
La fachada principal se resuelve en forma de un gran imafronte liso, centrado por la portada adintelada, muy sencilla. El campanario, construido en ladrillo visto, consiste en un prisma de planta cuadrada. En el cuerpo de las campanas se abre un ventanal por cada lado, y sobre la linterna corona un cupulino recubierto de tejería vidriada y una veleta de hierro forjado. La fachada lateral izquierda recae a una plaza, a la que la iglesia abre la correspondiente fachada lateral, que se halla cobijada por una galería porticada cubierta por bóveda de arista, que se levantó durante la reconstrucción de posguerra.
El interior del templo se ordena en torno a una planta de cruz latina. La nave se cubre mediante bóveda de cañón con lunetos y está dividida en cinco tramos. El cornisamento y las pilastras, lisas, se decoran con ornamentos de estilo pompeyano. Las capillas laterales, comunicadas entre sí, se cubren mediante bóvedas vaídas. El retablo principal, de obra moderna, contiene una imagen de San Vicente Ferrer, titular del templo. La capilla de la comunión es una estancia rectangular cubierta por dos bóvedas de cañón y presidida por una imagen de la Virgen del Rosario.

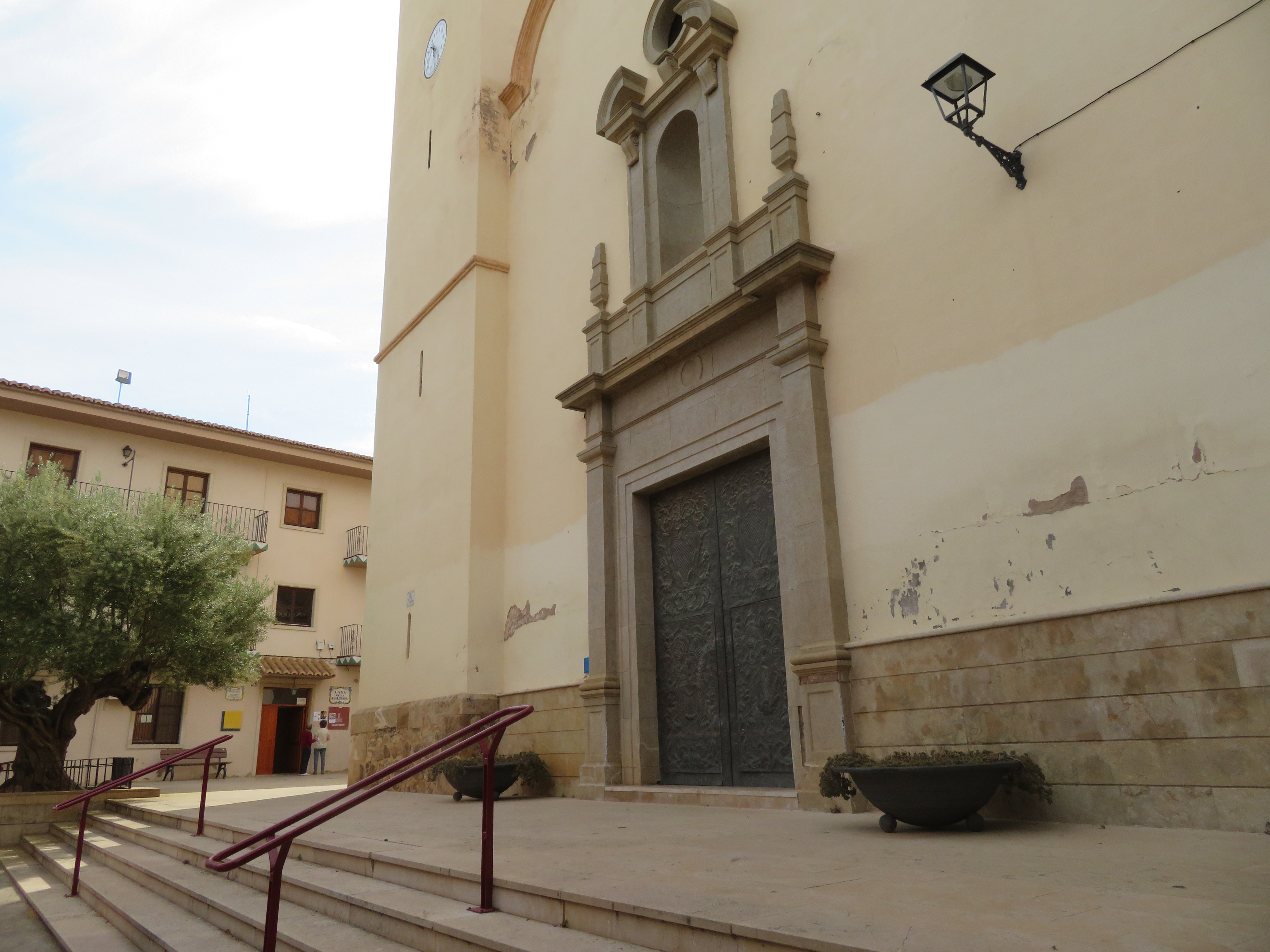
Iglesia de Algimia d'Alfara (Valencia).